# Siete sermones a los muertos
Siete sermones a los muertos (en latín Septem Sermones ad Mortuos) constituye un opúsculo creado por Carl Gustav Jung en 1916 para una edición privada. Jung lo regalaba en ocasiones a sus amigos y allegados, y no podía ser adquirido en la librería. Más adelante consideró dicha obra como un «pecado de juventud» y se retractó, desdiciéndose de lo expresado en ella.

## Introducción
Para poder llegar a entender la necesidad de escribir el presente texto es preciso conocer los antecedentes en los cuales se sitúa la biografía de su autor, partiendo desde 1913, año en el que se producirá su ruptura con Sigmund Freud, hasta 1916, fecha de elaboración del opúsculo. Tres años en los que se generará una etapa de descubrimiento y transformación personal y en los que correrá parejo la evolución de toda su obra.

## El análisis del inconsciente: apunte biográfico

### Duelo y renacimiento
Tras la separación de Freud en 1913 se inició en Jung una época de inseguridad y desorientación interior. Inicialmente focalizado en hallar una nueva actitud frente a sus pacientes, no tardaría en realizar una recapitulación de sí mismo, llegándose a formular la siguiente pregunta: «¿Pero, cuál es, pues, tu mito, el mito en el que tú vives?». Es en este punto donde considera que «había llegado al límite».
Al infructuoso análisis inicial de sus sueños y fantasías diurnas desde una perspectiva psicoanalítica, siguió la aceptación del desconocimiento acerca de lo que hacía y de lo que le sucedía. Así pues, decidió «abandonarse conscientemente a los impulsos del inconsciente». De ello derivó la necesidad del juego, la construcción y edificación infantiles como elementos preliminares en el hallazgo de su propio mito. Salvó la distancia existente entre el adulto y el niño de once años repleto de una vida fecunda que a él le faltaba: el vehículo fue la repetición de sus juegos infantiles rememorados a través de las fantasías emergidas de su inconsciente.
Todo ello continuó teniendo lugar en su vida posterior. Siempre que ésta se quedaba atascada recurría a la pintura o a la escultura como «un rite d`entrée para las ideas y trabajos subsiguientes».
Hacia otoño de ese mismo año, Jung alude a una transposición de su sintomatología interna de carácter psíquico, hacia afuera, como si se tratara de una realidad concreta. Es entonces cuando tiene varias alucinaciones, la primera estando de viaje llegaría a durar una hora, y que irían repitiéndose a lo largo del tiempo. La conclusión inicial a la que llegaría sería la del inicio de una psicosis. Durante la primavera y principios del verano de 1914 volverían a sucederse episodios similares pero esta vez en forma de tres sueños sucesivos. El carácter de los mismos continuaba siendo de tipo catastrofista. El 1 de agosto estallaría la Primera Guerra Mundial y con ella la confirmación del carácter premonitorio de sus sueños y visiones, arrinconando sus primeras tentativas diagnósticas.
Ante tales circunstancias intentó averiguar qué le sucedía y por qué su propia vida dependía ahora de la colectividad.

### Los arquetipos de lo inconsciente colectivo
El carácter de experimento científico implícito en la confrontación con su inconsciente terminó siendo también «un experimento que tuvo lugar en mí». El contenido de dicha experimentación consistía en «traducir mis emociones en imágenes, es decir, hallar aquellas imágenes que se ocultaban tras las emociones». Seguidamente procedía a anotar las fantasías emergidas dando expresión a las condiciones psíquicas implícitas a través de un lenguaje poético, dado que este es el lenguaje de los arquetipos y de lo inconsciente. Es a partir de ahora cuando empezarían a vislumbrarse las esperadas respuestas a las preguntas formuladas en el vacío, y con ello a la edificación de su propio corpus teórico y psicoterapéutico.

#### El héroe y la sombra
Sería el 12 de septiembre de 1913 cuando «me decidí a realizar el primer paso». Tras una primera visión, con alusiones al mito del héroe y del sol, «un drama de muerte y renovación», le siguió seis días después un sueño donde se mostraban el arquetipo de la sombra y nuevamente el arquetipo del héroe, esta vez representado por Sigfrido, al que había que asesinar. Este representaba la voluntad consciente del Yo, la imposición heroica de la propia voluntad, sin embargo «había que dar fin a esta identidad con el ideal del héroe; pues existe algo más alto que la voluntad del Yo y a lo cual había que someterse». Jung debía sacrificar su ideal y su actitud consciente.

#### El viejo sabio, el ánima y el héroe
A fin de agilizar su experimento con el inconsciente recurrirá a representarse mentalmente una pendiente con la finalidad de captar mejor sus fantasías y descender a los estratos más profundos de la psique.
De ahí surgirá el episodio en donde llega a vislumbrar tres nuevas figuras. Elías, arquetipo del Viejo sabio, encarnación del Logos, el elemento racional; Salomé, arquetipo del Ánima, o arquetipo de lo femenino, representada ciega, encarnación de Eros, el elemento erótico; y una serpiente negra, que anunciaba de nuevo el mito del héroe.

#### Filemón
Finalmente, y desde esta misma tríada, emergerá una nueva figura derivada del arquetipo del Viejo Sabio a la que llamará Filemón, describiéndola como «un pagano que aportaba una influencia egipcio-helenística con matiz gnóstico», «un gurú», «un espíritu», «un maestro del alma».

Filemón y otras figuras de la fantasía me llevaron al convencimiento de que existen otras cosas en el alma que no hago yo, sino que ocurren por sí mismas y tienen su propia vida.
Recuerdos, sueños, pensamientos, pag. 218.

Será Filemón la figura deseada por Jung en esos momentos de confusión, «una sabiduría y un poder supremos que me desenmarañasen las espontáneas creaciones de mi fantasía». Quién, por un lado, comience a representar la motivación subyacente en la elaboración de los Septem Sermones, y quien, por otro, de lugar a una recapitulación teórica y a una validación en la existencia autónoma de los arquetipos, más allá de los complejos, extendiendo «ad infinítum» la conceptualización limitante del inconsciente freudiano.

#### Ka
Posteriormente, Filemón quedaría condicionado a otra figura que entraría en escena y a la que Jung asociaría con el Ka egipcio. Con el tiempo lograría integrar ambas figuras gracias a la alquimia. Filemón representaba lo espiritual, el sentido; Ka, un espíritu de la naturaleza, una especie de demonio terrestre o metálico.

#### La ambivalencia del ánima
Ante la disyuntiva proveniente entre si lo que estaba experimentando era arte y no ciencia, logró afrontar y aprehender nuevamente al ambivalente arquetipo del ánima, el alma en el sentido primitivo, o lo femenino en lo inconsciente colectivo de un hombre (a lo masculino en lo inconsciente colectivo de una mujer lo denominó ánimus).
Inicialmente impresionado por el aspecto negativo del ánima, llegaría a describirle a partir de su capacidad para «generar timidez ante su presencia», por su «influencia funesta sobre los hombres», por su «carácter persuasivo e insinuativo», por la «fuerza tentadora y astucia profunda en lo que expresa», por su «doblez, altavoz del inconsciente, capacidad de aniquilación sobre un hombre». Todo ello, sin embargo, permitió a Jung comprender lo decisiva que era en último término la consciencia a la hora de equilibrar las manifestaciones arquetípicas del inconsciente, recordando que el orden de importancia no radicaba en ningún sistema preferente sino en una articulación de opuestos psíquicos que se presentaba en forma de conflictos, compensaciones y complementariedades. El fin último debía consistir en apropiarse de una totalidad integradora desde una inmadura unilateralidad disociativa.
Como paso previo al establecimiento de una comunicación con el inconsciente, y a fin de no vernos a merced del arquetipo, era ineludible poder llegar a diferenciar entre la consciencia y el contenido del inconsciente. Ello se lograba aislando a este último a través de un proceso de personificación.
Pero el ánima tiene también su aspecto positivo dado que «es la que facilita a la consciencia las imágenes del inconsciente».

## Individuación: meta vital y terapéutica
Contenido en el proceso biográfico relatado por Jung en sus memorias se deduce una interrelación recíproca entre sujeto y objeto, redescubriéndose un conocimiento que se autovalida a su vez en el propio experimentador. El ser humano como microcosmos del macrocosmos.
La psicología analítica creada por Jung parte de una estructuración psíquica constituida por un inconsciente colectivo en la psique de cada individuo, de tal modo que la consciencia centralizada en el Yo ya no establecerá relaciones exclusivas de reciprocidad a nivel de los complejos de lo inconsciente personal, sino que habrá de vérselas a su vez con los constituyentes transpersonales de lo inconsciente colectivo: los arquetipos.
Al proceso de interrelación consciencia-inconsciente colectivo a lo largo de la biografía del individuo lo denominó Jung proceso de individuación. En cada momento de dicho proceso vital va emergiendo paulatinamente el carácter del individuo o individualidad psíquica, personificada a través del arquetipo del Sí-mismo, Yo nuclear tanto de lo consciente como de lo inconsciente colectivo, a diferencia del Yo nominativo, sujeto unilateral de la consciencia.
La finalidad última de la psicología de los complejos va a situarse por lo tanto en el despliegue de dicho arquetipo central a lo largo y ancho de la ininterrumpida corriente sobre la que navega «aquel proceso que engendra un individuo psicológico, es decir, una unidad aparte, indivisible, un Todo», en la constitución, diferenciación y consciencia relativa de los arquetipos, un diálogo en definitiva entre consciente e inconsciente.
Tres serán las vías que propicien el proceso de «llegar a ser un individuo», «llegar a ser uno Mismo»: 
1. El desarrollo vital ineludible.
2. La interpretación de los sueños.
3. Y la imaginación activa, o método desarrollado por Jung para establecer un diálogo activo en estado de vigilia con lo inconsciente. Estando relajado, como en trance, se centra la atención en una imagen (proveniente de un sueño, por ejemplo), interrogándola acerca de su origen, significado, etc., como si se tratara de otra persona.[13]

## Schwarzes BuchyRotes Buch

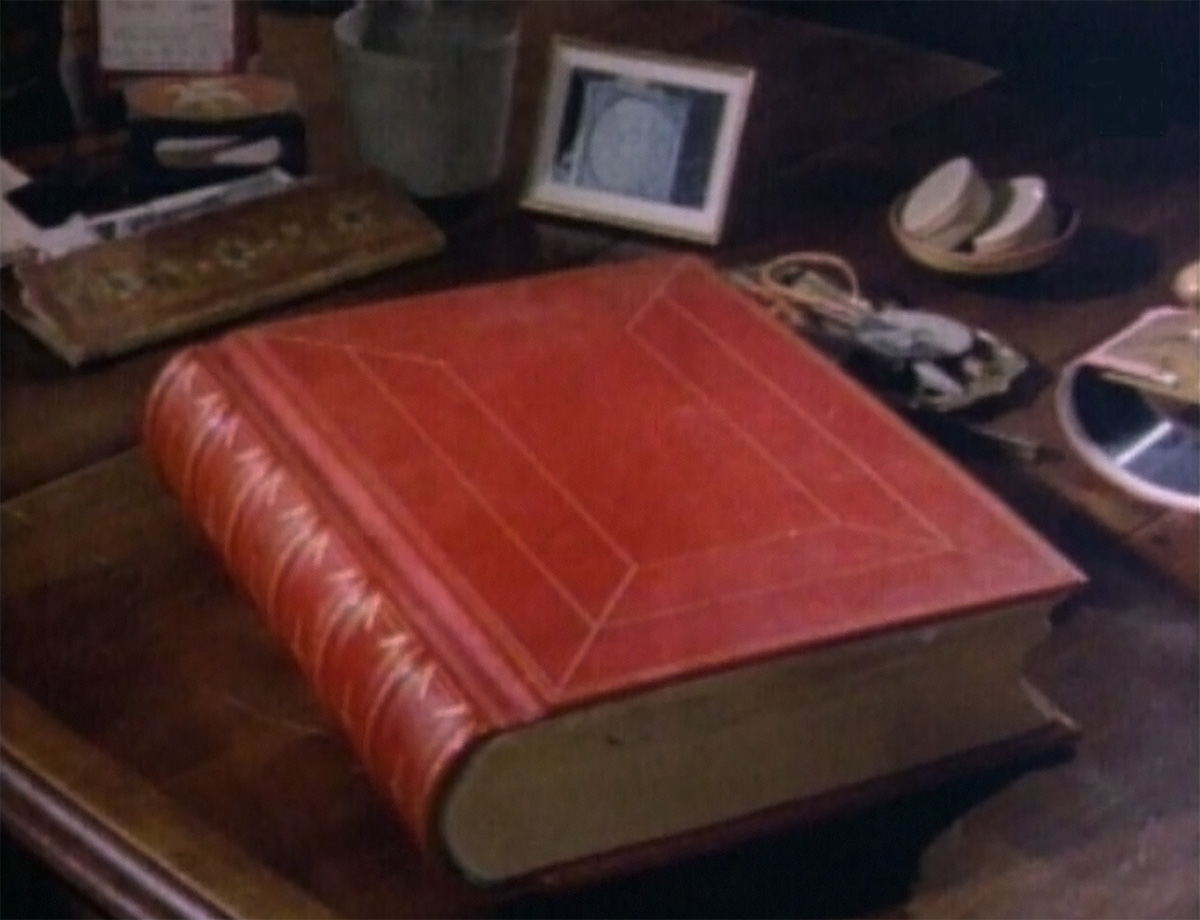
Además del manuscrito de los Siete sermones a los muertos elaborado en 1916, Jung fue transcribiendo sus experiencias entre 1914 y 1930 en su famoso Libro rojo.

Las fantasías que por entonces se le presentaban a Jung las escribía primeramente en el Schwarzes Buch (Libros negros) y posteriormente las transcribía al Rotes Buch (Libro rojo), ampliado con ilustraciones, una de ellas la del propio Filemón. 
Aniela Jaffé aclara que "el Schwarzes Buch comprende seis volúmenes encuadernados en piel negra; el Rotes Buch, un infolio encuadernado en piel roja, contiene las mismas fantasías, pero en una forma y lenguaje retocados y en escritura gótica caligráfica, a la manera de los manuscritos medievales".
Añade Jung en el ocaso de su vida el vano intento en traducir sus fantasías estéticamente a lo largo del Libro rojo. Vislumbrando su incapacidad para «hablar el lenguaje adecuado», renunciaría a lo estético en favor de la comprensión científica, aun cuando reconozca su deuda respecto a lo primero dado que sin dicha dedicación no hubiera entendido «su obligación moral respecto a las imágenes».

Comprendí que ningún lenguaje es tan perfecto que pueda sustituir a la vida. Si se intenta sustituir la vida, no sólo no se consigue, sino que a la vida se la arruina.
Recuerdos, sueños, pensamientos, pag. 224.

Ante la autonomía de lo inconsciente recomienda por lo tanto cumplir tanto con una obligación intelectual como moral. Ante lo imaginal debería insistirse en el entendimiento sin renunciar a la comprensión, pero siempre con el deber moral de aprehender que el caelidoscópico mundo que nos ofrece el ánima no puede ser sustituido por el Logos. Eros y Logos, vida y entendimiento, son dos principios diferentes y por tanto opuestos y complementarios, siendo infructuosa su mutua sustitución. Se requiere además de comprensión, la realización en vida de las imágenes, vivenciar lo manifestado. Lo contrario sería limitarse a un motivo de asombro que conllevaría efectos negativos del inconsciente, se arrebataría a la existencia su integridad, otorgando a la individualidad el tinte de lo fragmentario.
Jung incluirá en sus memorias dos escritos independientes del Schwarzes Buch y Rotes Buch:
1. Por un lado, un Complemento al Rotes Buch (1959).[15]
2. Y por otro, después de dudar y solo «en haras a la honradez», los propios Septem Sermones ad Mortuos (1916), no permitiendo sin embargo que se desvelase el significado del Anagrama presente al final del opúsculo:[16]

NAHTRIHECCUNDE

GAHINNEVERAHTUNIN
ZEHGESSURKLACH

ZUNNUS
Recuerdos, sueños, pensamientos, pag. 460.

Tanto los Libros negros como el Libro rojo no llegarían a publicarse inicialmente. Sin embargo, existe actualmente una fundación, la Philemon Foundation, cuyo proyecto fundamental consiste en actualizar toda el trabajo de C. G. Jung incluyendo material disponible no editado en sus Obras Completas. El acto nuclear de la Philemon Foundation fue completar la financiación del Libro rojo para su edición, la publicación más importante desde su muerte. La aparición de dicho trabajo, el 7 de octubre de 2009, así como de los Libros negros el 13 de octubre de 2020, inauguró una nueva era en el estudio de Jung, permitiendo que la génesis de su trabajo posterior sea entendido basándose en un firme equilibrio histórico.

## Septem sermones ad mortuos
Tras una gradual transformación, en 1916 Jung sentiría la necesidad imperiosa de escribir, sintiéndose «impulsado desde dentro a formular y expresar lo que podría haber dicho Filemón». De esta fuerza ineludible, aparentemente comandada desde lo más profundo de lo inconsciente colectivo, surgirían los Septem Sermones ad Mortuos con su lenguaje característico.

### Manifestaciones de lo inconsciente colectivo
A una inicial intranquilidad subjetiva siguieron la manifestación preliminar por toda su casa de toda una serie de fenómenos parapsíquicos o paranormales presenciados por toda su familia, de los que ya tenía amplio conocimiento y experiencia, habida cuenta de que su tesis doctoral «Acerca de la psicología y patología de los llamados fenómenos ocultos», realizada con el profesor Eugen Bleuler en la facultad de medicina de la Universidad de Zúrich en 1902, versaba sobre lo que en aquel momento se prefería denominar espiritismo y fenómenos asociados. También debe recordarse que la propia madre de Jung, Emilie Preiswerk (1848-1923), poseía una personalidad marcadamente disociativa que influyó enormemente en el rasgo intuitivo de Jung, tan llamativo para todos quienes le conocieron, o que el material que conformara su tesis lo extrajera de las sesiones de espiritismo efectuadas en su casa desde 1896. Hoy se sabe que la paciente nombrada en su tesis doctoral, «la señorita S. W.», era su prima Hélène Preiswerk.
Las manifestaciones fueron las siguientes:
1. Su hija mayor veía por la noche una figura blanca atravesando la habitación.
2. A su otra hija le levantaron la manta de la cama en dos ocasiones por la noche.
3. Su hijo de nueve años tuvo un sueño de carácter terrorífico al que llamó «el dibujo del pescador»: en él aparece representado como figura central un pescador que acababa de coger un pez del río. Frente a él se cierne, por un lado, la figura del diablo reclamando el robo de dicho pez, y por otro, un ángel defendiendo la inocencia del pescador.
4. Sus dos hijas y Jung mismo percibieron el sonido de la campanilla de la puerta, pero al abrirla allí no había nadie.

La conclusión a la que llegará Jung es que la casa estaba repleta de espíritus, y ante la pregunta «Por el amor de Dios, ¿qué es esto?», escucharía al unísono la siguiente respuesta, incluida a posteriori en el encabezamiento del Sermo I de los Septem Sermones ad Mortuos:

Regresamos de Jerusalén, donde no hallamos lo que buscábamos.
Recuerdos, sueños, pensamientos, págs. 227 y 448.

Es entonces cuando comenzaría a escribir el texto, resolviendo la situación de infestación a los tres días de haberlo finalizado.

### Pérdida del alma

Helena de Troya.

Jung invita a aceptar lo acontecido tal como fue experimentado, eludiendo todo intento de reduccionismo y tergiversación, amparado por un pretendido omniabarcante conocimiento científico o su aniquilación a través de la anomalía.
Recuperando la síntesis de su conceptualización, y permitiendo por tanto continuar observando lo fenomenológico como resultado de una ecuación en donde siempre intervienen el mundus imaginalis y lo cotidianamente fáctico, es posible entender que la materia es el aspecto concreto de lo inconsciente colectivo, que el mundo en general estaría de este modo estructurado y configurado a partir de los constituyentes más inmediatos de la psique colectiva, los arquetipos, y que cualquier fenómeno de sincronicidad es resultado de la ininterrumpida comunicación establecida entre ambos sistemas.
Así relata Jung la posible relación que pudiera haber tenido lo acontecido con el estado emocional en el que se hallaba, y desde el que podrían haberse producido fenómenos parapsicológicos. Se trataba de una «constelación inconsciente», es decir, de la activación de un complejo psicológico debido generalmente a una reacción de naturaleza emocional (consciente o inconsciente), ya sea frente a una persona o una situación, siendo dicha constelación de carácter numinoso. El numen de un arquetipo representa aquel agente o efecto dinámico, no resultante de un acto volitivo, que captura y controla al individuo.
Poco antes del retorno de los muertos sucedió otro hecho importante descrito por Jung como la pérdida del alma. Más de dos décadas después, en 1939, expondrá ante Eranos su obra «Sobre el renacer», en la que describirá que la desaparición del alma en una fantasía era un hecho frecuente entre los pueblos primitivos. Se correspondería a una alteración de la personalidad en forma de disminución. El alma se puede marchar de modo súbito dando lugar a un trastorno de la salud del individuo. Su explicación radicaría en que la mente primitiva dispondría de un funcionamiento preferentemente pulsional, emocional e inconsciente y por tanto tendente a la disociación, antes que a la integración mental. Dicho de otro modo, requeriría un mayor esfuerzo para funcionar desde la consciencia y la volición, al situarse de un modo más próximo a los contenidos del inconsciente. Sin embargo, puntualizó que ello no significaba que el hombre civilizado estuviera exento de dicha pérdida. Pierre Janet ya apuntalaría en 1909 como denominación alternativa a la misma sintomatología la de abaissement du niveau mental. Se hallaría en este caso un rebajamiento de la tensión de la consciencia sentido subjetivamente como pesadez, desgana y tristeza, siendo el origen de ello la ausencia de energías disponibles.
Para Jung, el alma viene representada en el hombre por el arquetipo del ánima (ánima significa en latín alma). Por otro lado, el ánima es el aspecto femenino presente en lo inconsciente colectivo de los hombres (al aspecto masculino presente en la psique colectiva de las mujeres le denominó ánimus). Si a ello se le añade que el ánima representa el arquetipo de la vida, siendo su principio Eros, reflejando la naturaleza de lo relacional, se deducirá de ello que para el hombre la pérdida del alma significa la pérdida de lo vital y lo vinculativo. De algún modo, el arquetipo del ánima ha tenido que desasirse del nivel de lo consciente emprendiendo el camino de lo inconsciente colectivo. Desde la teorización junguiana no se trataría de una pérdida real, sino de una desvinculación arquetipal que conlleva una descompensación en forma de constelación inconsciente. El arquetipo del ánima se ha retirado al inconsciente, al «país de los muertos». En términos energéticos, lo consciente se vacía al revivificarse lo inconsciente. Si el ánima crea la relación en lo inconsciente, y este representa al país de los muertos, «en cierto sentido es también una relación con la colectividad de los muertos». 

En el «país de los muertos» el alma experimenta una secreta vivificación y da forma a las huellas ancestrales, a los temas colectivos del inconsciente. Igual que una médium, da a los muertos posibilidad de manifestarse. Por ello, muy pronto después de la desaparición del alma aparecieron en mí los «muertos», y surgieron los «Septem Sermones ad Mortuos».
Recuerdos, sueños, pensamientos, pag. 228.

Finaliza Jung reconociendo que los Septem Sermones constituyeron una especie de prólogo, un cierto croquis y resumen de lo que tenía que transmitir al mundo acerca del inconsciente.

## Sobre la vida después de la muerte
Sería la elaboración del manuscrito y todas las experiencias vividas en torno al «país de los muertos» lo que llevaría a Jung al convencimiento de que la creencia popular de que los muertos son los que tienen el mayor saber resultaba incierta. Ya sea desde el cristianismo y su alusión a que «en la gloria miraremos la verdad a la cara», o desde el platonismo filosófico griego de la liberación del alma de la cárcel del cuerpo una vez finalizado el periodo de existencia, todo parecía indicar que «sin embargo, posiblemente las almas de los muertos no saben sino lo que sabían en el momento de su muerte y nada más. De ahí sus esfuerzos por penetrar en la vida para participar en el saber de los hombres». Los Septem sermones ad mortuos representarían por tanto, entre otros aspectos de diversa índole, la respuesta dada por el pensador suizo a la demanda de saber que los muertos interpelaban con su presencia. De ahí la frase inicial Regresamos de Jerusalén, donde no hallamos lo que buscábamos. También constituiría paralelamente una compensación mutua entre el mundo consciente y lo inconsciente colectivo.
Por otra parte, establece Jung la posibilidad de que muchos seres humanos persigan alcanzar en la muerte el nivel de consciencia que no hallaron en vida. Por lo que todas aquellas personas que en el instante de su muerte quedaron por debajo de sus posibilidades, incluyendo aquello que fue comprendido por otros hombres de su época, el espíritu del tiempo, proseguirían tal desarrollo en el «país de los muertos».